# 日本國鐵DD93型柴油機車
DD93型柴油机车（日语：DD93形ディーゼル機関車）是日本國有鐵道的液力傳動柴油機車車型之一，由日本車輛製造于1960年设计制造。该型机车属于实验性车型，仅试制了一台并未投入批量生产。1960年至1965年间，这台机车曾经被日本国铁借入用作试验；后来又被名古屋臨海鐵道购入并改称为ND551型柴油机车。

## 开发背景
1950年代初，受到美国和联邦德国（西德）大力推动牵引动力内燃化改革的影响，日本国有铁道也开始计划非电气化干线的牵引动力现代化。1952年，日本正式结束了石油制品统制制度，日本国铁随即恢复新型柴油机车的研制工作。在国铁柴油机车处于开发和摸索阶段的1950年代，日本国内的铁路机车制造商先后试制了一系列原型车，日本国铁并与制造商订立了车辆贷借契约，以租借的名义将这些原型车纳入国铁车辆编制及进行试验，1960年研制成功的DD93型柴油机车即为其中之一。

## 运用历史
1960年，日本国铁从日本车辆制造借入DD93型柴油机车，虽然这台机车是以DD93型的名义纳入国铁车辆编制，但机车编号铭牌一直以工厂型号“DD1000HV”表示。1960年10月，第二届亚洲铁道首脑会议（Asian Railways Conference）在东京召开之际，DD93型柴油机车与其他新型国铁车辆共同在铁道技术研究所对外展出。这台机车配属于名古屋铁道管理局名古屋机关区，主要担当名古屋站和笹島站的调车任务。1965年3月，车辆贷借契约完结后，这台机车从国铁车辆编制除籍，并返还日本车辆制造。
1965年8月，专门经营名古屋港铁路货运业务的名古屋臨海鐵道成立，因此向日本车辆制造购置了DD93型柴油机车，并将其改称为ND551型柴油机车，其中“N”代表名古屋 （Nagoya）、“D”代表动轮四轴、“55”代表车辆自重55吨、“1”代表装用一台柴油机，同时名古屋临海铁道还引入了以DD13型柴油机车为基础的ND552型柴油机车，两者均主要担当名古屋臨海鐵道管内多条铁路的货物列车牵引任务和调车任务。后来，ND551型柴油机车改装与DD51型柴油机车通用的DML61S型柴油机，至1972年6月停运报废。

## 技术特点
DD93型柴油机车是由日本車輛製造自行研制的液力传动调车柴油机车，车体外形类似于国铁DD13型柴油机车的初期型车辆，采用底架承载和外走廊结构的罩式车体。司机室设置在车体中央位置，司机室前后两端分别为动力室及冷却室。为了方便调车员登上机车及安全停留，车体底架的四个角上设有登车脚踏板，并且在机车前后两端都设有过道及扶手。机车走行部为两台类似DD13型柴油机车后期型的二轴转向架，轮对轴箱采用导框式定位装置和螺旋弹簧式轴箱弹簧，基础制动装置为双侧闸瓦制动。
机车装用一台三菱重工业横滨造船所制造的L12V 18/21型柴油机，由西德的曼恩集团转让技术及授权生产。这是一种四冲程、12气缸、水冷式的V型高速柴油机，气缸直径为180毫米，活塞行程为210毫米，持续功率为1100马力（820千瓦），额定转速为每分钟1500转。柴油机直接驱动一台由富士電機和福伊特合作制造的LT306r型液力传动装置，这也是日本柴油机车首次采用西德的福伊特型多循环圆液力传动装置。LT306r型液力传动装置被广泛运用于德国联邦铁路的V200.0型柴油机车，该传动装置由三个液力变扭器和机械换向齿轮机构组成，变扭器的运转状态是根据运行速度和柴油机输出功率决定，依靠变扭器的充排油过程来自动完成换档。